# 228 (tal)
228 är det naturliga talet som följer 227 och som följs av 229.

## Inom vetenskapen
- 228 Agathe, en asteroid.

## Inom matematiken
- 228 är ett jämnt tal.
- 228 är ett Praktiskt tal.